# Leon Felderer
Leon Felderer (Latzfons, 30 gennaio 2000) è uno slittinista italiano.
Nel dicembre 2021 è giunto secondo nella Nation cup maschile svoltasi a Sochi.
Nel febbraio 2022 ha preso parte alla delegazione italiana per le Olimpiadi invernali del 2022, partecipando alla gara di slittino nel singolo maschile, piazzandosi undicesimo.